# Municipio de South Beaver
El municipio de South Beaver (en inglés: South Beaver Township) es un municipio ubicado en el condado de Beaver en el estado estadounidense de Pensilvania. En el año 2000 tenía una población de 2.974 habitantes y una densidad poblacional de 38.3 personas por km².

## Geografía
El municipio de South Beaver se encuentra ubicado en las coordenadas 40°47′10″N 80°26′32″O / 40.78611, -80.44222.

## Demografía
Según la Oficina del Censo en 2000 los ingresos medios por hogar en la localidad eran de $43,835 y los ingresos medios por familia eran $50,673. Los hombres tenían unos ingresos medios de $36,090 frente a los $25,809 para las mujeres. La renta per cápita para la localidad era de $18,913. Alrededor del 3,0% de la población estaban por debajo del umbral de pobreza.